# Gabriella Szabó (kanotist)
Gabriella Szabó, född den 14 augusti 1986 i Budapest, Ungern, är en ungersk kanotist.
Hon tog OS-silver i K-4 500 meter i samband med de olympiska kanottävlingarna 2008 i Peking.
Fyra år senare tog hon OS-guld på samma distans i samband med de olympiska kanottävlingarna 2012 i London.
Vid de olympiska kanottävlingarna 2016 i Rio de Janeiro tog Szabó två guldmedaljer i K-2 500 meter och K-4 500 meter.